# Effectifs de l'Avignon Volley-Ball

## Effectif pour la saison 2013-2014 (Ligue B)
| No                                                                                          | Nom                                                                                         | Date de naissance                                                                           | Taille | Poids | Poste                   | Club précédent               | Au club depuis               |
| ------------------------------------------------------------------------------------------- | ------------------------------------------------------------------------------------------- | ------------------------------------------------------------------------------------------- | ------ | ----- | ----------------------- | ---------------------------- | ---------------------------- |
| 1                                                                                           | Mario Ferrera                                                                               | 18 janvier 1987                                                                             | 187    | 82    | Réceptionneur-attaquant | Unicaja Almería              | 2013                         |
| 2                                                                                           | Clément Daniel                                                                              | 24 mai 1991                                                                                 | 180    | 77    | Libero                  | Montpellier Volley           | 2012                         |
| 3                                                                                           | Thibault Carn                                                                               | 2 juin 1992                                                                                 | 190    | 85    | Réceptionneur-attaquant | Formé au club                | 2010                         |
| 4                                                                                           | Bilal M'Barki                                                                               | 7 octobre 1994                                                                              | 189    | 90    | Réceptionneur-attaquant | ASON Orange Volley           | 2013                         |
| 5                                                                                           | Stanislas Rabiller                                                                          | 22 février 1992                                                                             | 201    | 90    | Attaquant               | Arago de Sète                | 2013                         |
| 7                                                                                           | Renaud Ventresque                                                                           | 20 mars 1988                                                                                | 188    | 85    | Réceptionneur-attaquant | Asnières Volley 92           | 2013                         |
| 8                                                                                           | Antoine Aubree                                                                              | 1er janvier 1995                                                                            | 191    | 90    | Réceptionneur-attaquant | formé au club                | 2013                         |
| 9                                                                                           | Gaël Tranchot                                                                               | 14 avril 1994                                                                               | 198    | 90    | Central                 | CNVB                         | 2013                         |
| 10                                                                                          | Diego Santos Pinheiro                                                                       | 1er mai 1982                                                                                | 200    | 92    | Central                 | Alès CVB                     | 2012                         |
| 11                                                                                          | Quentin Rossard                                                                             | 6 novembre 1991                                                                             | 183    | 75    | Passeur                 | AS Cannes VB                 | 2011                         |
| 12                                                                                          | Jordi Leugé Maillet                                                                         | 14 février 1992                                                                             | 185    | 80    | Passeur                 | VVBC Les Herbiers            | 2013                         |
| 13                                                                                          | Dylan Davis                                                                                 | 4 juin 1991                                                                                 | 200    | 91    | Central                 | UC Santa Barbara             | 2013                         |
| 14                                                                                          | Cédric Hominal                                                                              | 2 mars 1984                                                                                 | 187    | 84    | Passeur                 | Nantes RMV                   | 2013                         |
| 15                                                                                          | Christopher Suve                                                                            | 22 avril 1992                                                                               | 192    | 90    | Attaquant               | CNVB                         | 2012                         |
|                                                                                             |                                                                                             |                                                                                             |        |       |                         |                              |                              |
| Encadrement technique                                                                       | Encadrement technique                                                                       |                                                                                             |        |       |                         | Légende                      | Légende                      |
| Entraîneur : José Amet                                                                      | Entraîneur : José Amet                                                                      | Entraîneur : José Amet                                                                      |        |       |                         | : Capitaine                  | : Capitaine                  |
| Entraîneur(s) adjoint(s) : Jean-Claude Amoureux Entraîneur(s) adjoint(s) : Thomas Quievreux | Entraîneur(s) adjoint(s) : Jean-Claude Amoureux Entraîneur(s) adjoint(s) : Thomas Quievreux | Entraîneur(s) adjoint(s) : Jean-Claude Amoureux Entraîneur(s) adjoint(s) : Thomas Quievreux |        |       |                         | : Joueur blessé actuellement | : Joueur blessé actuellement |

| Équipe type : Avignon Volley-Ball                                                                                  |
| \| Hominal · # 14 Ferrera · # 1 Davis · # 13 Rabiller · # 5 Ventresque · # 7 Diego Pinheiro · # 10 Daniel · # 2 \| |
| Hominal · # 14 Ferrera · # 1 Davis · # 13 Rabiller · # 5 Ventresque · # 7 Diego Pinheiro · # 10 Daniel · # 2       |

| Hominal · # 14 Ferrera · # 1 Davis · # 13 Rabiller · # 5 Ventresque · # 7 Diego Pinheiro · # 10 Daniel · # 2 |

### Effectifnationale 2
- Mathieu Pancaldie, Christopher Suve, Jordi Leugé-Maillet, Quentin Rossard, Thibault Carn, Antoine Aubrée, Bilal M'Barki, Kevin Bourse, Gaël Tranchot, Pascal  (entraîneur : Jocelyn Dumesnil)

### Résultats
Pour la saison 2013-2014, le club, qui a terminé treizième de Ligue A la saison précédente, évolue en Ligue B. Le championnat débute le 5 octobre 2013.
| Date              | Journée                         | Lieu                             | Adversaire                  | Résultats | Détail                                | Classement (sur 14) |
| 4 septembre 2013  | amical Avignon                  | Palais omnisports de Champfleury | Martigues                   | 3-0       | 25-17, 25-18, 25-22                   | Ø                   |
| 7 septembre 2013  | amical Avignon                  | Palais omnisports de Champfleury | Orange                      | 3-1       | 25-21, 25-22, 18-25, 25-23            | Ø                   |
| 10 septembre 2013 | amical Alès                     | Halle des Sports de Clavières    | Alès                        | 2-2       | 22-25, 25-21, 22-25, 25-15            | Ø                   |
| 13 septembre 2013 | amical Rognonas                 | Salle des sports                 | Alès                        | 3-2       | 29-27, 19-25, 22-25, 25-23, 15-13     | Ø                   |
| 20 septembre 2013 | amical Martigues                | Gymnase Julien Olive             | Martigues                   | 3-1       | 25-18, 30-28, 13-25, 25-20            | Ø                   |
| 27 septembre 2013 | trophée naturex-mistral Avignon | Palais omnisports de Champfleury | Lausanne UC                 | 2-1       | 29-31, 25-15, 25-22                   | Ø                   |
| 27 septembre 2013 | trophée naturex-mistral Avignon | Palais omnisports de Champfleury | Club Voleibol Teruel        | 0-3       | 23-25, 24-26, 21-25                   | Ø                   |
| 28 septembre 2013 | trophée naturex-mistral Avignon | Palais omnisports de Champfleury | Spacer's Toulouse Volley    | 1-3       | 29-27, 15-25, 14-25, 21-25            | Ø                   |
| 5 octobre 2013    | 1er                             | Kindarena (Rouen)                | Calais                      | 3-1       | 25-20, 18-25, 25-19, 25-20            | 5e                  |
| 11 octobre 2013   | 2e                              | Steredenn                        | Saint-Brieuc                | 3-2       | 21-25 / 21-25 / 25-16 / 25-20 / 16-14 | 3e                  |
| 19 octobre 2013   | 3e                              | Palais omnisports de Champfleury | Nice                        | 3-1       | 25-20 / 25-17 / 27-29 / 25-21         | 2e                  |
| 22 octobre 2013   | Coupe de France                 | Palais omnisports de Champfleury | Martigues                   | 3-1       | 22-25 / 25-21 / 25-19 / 25-20         |                     |
| 26 octobre 2013   | 4e                              | Gymnase Marie Marvingt           | Nancy                       | 0-3       | 20-25 / 23-25 / 15-25                 | 5e                  |
| 2 novembre 2013   | 5e                              | Palais omnisports de Champfleury | Harnes                      | 3-1       | 20-25 / 25-20 / 25-18 / 25-19         | 3e                  |
| 5 novembre 2013   | Coupe de France                 | Palais des Sports Pierre-Ratte   | Saint-Quentin               | 2-3       | 20-25 / 26-24 / 15-25 / 27-25 / 11-15 | Ø                   |
| 8 novembre 2013   | 6e                              | salle Léo Lagrange               | Tourcoing                   | 3-0       | 25-19/ 25-20/ 27-25                   | 1re                 |
| 11 novembre 2013  | Amical                          | Palais omnisports de Champfleury | Équipe nationale de Bahreïn |           |                                       |                     |
| 16 novembre 2013  | 7e                              | Palais omnisports de Champfleury | Plessis-Robinson            | 3-0       | 25-21/ 25-22/ 27-25                   | 1re                 |
| 23 novembre 2013  | 8e                              | Halle des Sports de Clavières    | Alès                        | 0-3       | 19-25/ 20-25 / 17-25                  | 2e                  |
| 30 novembre 2013  | 9e                              | Palais omnisports de Champfleury | Cambrai                     | 3-1       | 27-25/ 27-29 / 25-22/ 25-16           | 1re                 |
| 7 décembre 2013   | 10e                             | Gymnase Julien Olive             | Martigues                   |           |                                       |                     |
| 14 décembre 2013  | 11e                             | Palais omnisports de Champfleury | Orange                      |           |                                       |                     |
| 21 décembre 2013  | 12e                             | Gymnase des Courtilles           | Asnières                    |           |                                       |                     |
| 4 janvier 2014    | 13e                             | Palais omnisports de Champfleury | Canteleu                    |           |                                       |                     |
| 11 janvier 2014   | 14e                             | Salle Edgar Quinet               | Calais                      |           |                                       |                     |
| 18 janvier 2014   | 15e                             | Palais omnisports de Champfleury | Saint-Brieuc                |           |                                       |                     |
| 25 janvier 2014   | 16e                             | Salle Palmeira                   | Nice                        |           |                                       |                     |
| 1er février 2014  | 17e                             | Palais omnisports de Champfleury | Nancy                       |           |                                       |                     |
| 8 février 2014    | 18e                             | Complexe sportif André Bigotte   | Harnes                      |           |                                       |                     |
| 15 février 2014   | 19e                             | Palais omnisports de Champfleury | Tourcoing                   |           |                                       |                     |
| 22 février 2014   | 20e                             | Espace Omnisports                | Plessis-Robinson            |           |                                       |                     |
| 1er mars 2014     | 21e                             | Palais omnisports de Champfleury | Alès                        |           |                                       |                     |
| 15 mars 2014      | 22e                             | Salle Jean-Marie Vanpoulle       | Cambrai                     |           |                                       |                     |
| 22 mars 2014      | 23e                             | Palais omnisports de Champfleury | Martigues                   |           |                                       |                     |
| 29 mars 2014      | 24e                             | Salle Maurice Purpan             | Orange                      |           |                                       |                     |
| 5 avril 2014      | 25e                             | Palais omnisports de Champfleury | Asnières                    |           |                                       |                     |
| 12 avril 2014     | 26e                             | Kindarena (Rouen)                | Canteleu                    |           |                                       |                     |

## Effectif pour la saison 2012-2013
| No                                                                                          | Nom                                                                                         | Date de naissance                                                                           | Taille | Poids | Poste                   | Club précédent               | Au club depuis               |
| ------------------------------------------------------------------------------------------- | ------------------------------------------------------------------------------------------- | ------------------------------------------------------------------------------------------- | ------ | ----- | ----------------------- | ---------------------------- | ---------------------------- |
| 1                                                                                           | Clément Daniel                                                                              | 24 mai 1991                                                                                 | 180    | 77    | Libero                  | Montpellier Volley           | 2012                         |
| 3                                                                                           | Thibault Carn                                                                               | 2 juin 1992                                                                                 | 190    | 85    | Réceptionneur-attaquant | Formé au club                | 2010                         |
| 5                                                                                           | Martial Gore                                                                                | 22 février 1990                                                                             | 192    | 87    | Réceptionneur-attaquant | Alès CVB                     | 2012                         |
| 6                                                                                           | Evrard Frontin                                                                              | 6 novembre 1980                                                                             | 192    | 86    | Réceptionneur-attaquant | Asnières Volley 92           | 2009                         |
| 7                                                                                           | Ivan Walter                                                                                 | 16 février 1982                                                                             | 191    | 86    | Réceptionneur-attaquant | Vitória Sport Clube          | 2012                         |
| 8                                                                                           | Michal Červeň                                                                               | 16 décembre 1977                                                                            | 205    | 105   | Central                 | Delecta Bydgoszcz            | 2012                         |
| 9                                                                                           | Yoann Jaumel                                                                                | 16 septembre 1987                                                                           | 182    | 79    | Passeur                 | Martigues Volley-Ball        | 2011                         |
| 10                                                                                          | Diego Santos Pinheiro                                                                       | 1er mai 1982                                                                                | 200    | 92    | Central                 | Alès CVB                     | 2012                         |
| 11                                                                                          | Quentin Rossard                                                                             | 6 novembre 1991                                                                             | 183    | 75    | Passeur                 | AS Cannes VB                 | 2011                         |
| 12                                                                                          | Ornel Demua                                                                                 | 16 septembre 1992                                                                           | 191    | 85    | Central                 | EV Beaucourt-Sochaux         | 2012                         |
| 13                                                                                          | Rémi Granier                                                                                | 16 mai 1987                                                                                 | 200    | 90    | Central                 | Arago de Sète                | 2011                         |
| 14                                                                                          | Romain Delpech                                                                              | 6 août 1986                                                                                 | 188    | 86    | Réceptionneur-attaquant | St Brieuc CAVB               | 2012                         |
| 15                                                                                          | Christopher Suve                                                                            | 22 avril 1992                                                                               | 196    | 88    | Attaquant               | CNVB                         | 2012                         |
| 16                                                                                          | Arvydas Miseikis                                                                            | 17 février 1987                                                                             | 200    | 90    | Attaquant               | Hypo Tirol Innsbrück         | 2012                         |
|                                                                                             |                                                                                             |                                                                                             |        |       |                         |                              |                              |
| Encadrement technique                                                                       | Encadrement technique                                                                       |                                                                                             |        |       |                         | Légende                      | Légende                      |
| Entraîneur : José Amet                                                                      | Entraîneur : José Amet                                                                      | Entraîneur : José Amet                                                                      |        |       |                         | : Capitaine                  | : Capitaine                  |
| Entraîneur(s) adjoint(s) : Jean-Claude Amoureux Entraîneur(s) adjoint(s) : Thomas Quievreux | Entraîneur(s) adjoint(s) : Jean-Claude Amoureux Entraîneur(s) adjoint(s) : Thomas Quievreux | Entraîneur(s) adjoint(s) : Jean-Claude Amoureux Entraîneur(s) adjoint(s) : Thomas Quievreux |        |       |                         | : Joueur blessé actuellement | : Joueur blessé actuellement |

| Équipe type : Avignon Volley-Ball                                                                               |
| \| Jaumel · # 9 Frontin · # 6 Červeň · # 8 Miseikis · # 16 Delpech · # 14 Diego Pinheiro · # 10 Daniel · # 1 \| |
| Jaumel · # 9 Frontin · # 6 Červeň · # 8 Miseikis · # 16 Delpech · # 14 Diego Pinheiro · # 10 Daniel · # 1       |

| Jaumel · # 9 Frontin · # 6 Červeň · # 8 Miseikis · # 16 Delpech · # 14 Diego Pinheiro · # 10 Daniel · # 1 |

### Résultats
Pour la saison 2012-2013, le club, qui a terminé premier de Ligue B la saison précédente, évolue en Ligue A. Le championnat débute le 13 octobre 2012.
| Date              | Journée                 | Lieu                                            | Adversaire           | Résultats | Détail                            | Classement (sur 14) |
| 7 septembre 2012  | amical                  | Palais omnisports de Champfleury, Avignon       | Sète                 | 2-2       | 21-25, 25-18, 23-25, 27-25        | Ø                   |
| 14 septembre 2012 | amical                  | Gymnase plein soleil, Saint-Paul-Trois-Châteaux | Orange               | 3-2       | 18-25, 28-26, 19-25, 25-18, 15-12 | Ø                   |
| 18 septembre 2012 | amical                  | Palais omnisports de Champfleury, Avignon       | Orange               | 1-3       | 21-25, 16-25, 22-25, 28-26        | Ø                   |
| 21 septembre 2012 | Trophée Mistral Naturex | Palais omnisports de Champfleury, Avignon       | Sète                 | 1-2       |                                   | Ø                   |
| 21 septembre 2012 | amical                  | Palais omnisports de Champfleury, Avignon       | Cannes               | 2-1       |                                   | Ø                   |
| 22 septembre 2012 | amical                  | Palais omnisports de Champfleury, Avignon       | Toulouse             | 2-1       |                                   | Ø                   |
| 22 septembre 2012 | amical                  | Palais omnisports de Champfleury, Avignon       | Club Voleibol Teruel | 2-1       |                                   | Ø                   |
| 25 septembre 2012 | amical                  | Palais omnisports de Champfleury, Avignon       | Martigues            | 3-1       | 25-21, 27-25, 25-20, 23-25        | Ø                   |
| 29 septembre 2012 | amical                  | Halle du Barrou, Sète                           | Sète                 | 1-3       | 31-33, 26-24, 23-25, 21-25        | Ø                   |
| 6 octobre 2012    | amical                  | Palais omnisports de Champfleury, Avignon       | Montpellier          | 1-3       | 25-20, 22-25, 15-25, 18-25        | Ø                   |
| 13 octobre 2012   | 1er                     | Halle du Barrou                                 | Sète                 | 0-3       | 21-25, 23-25, 22-25               | 12e                 |
| 16 octobre 2012   | 2e                      | Palais omnisports de Champfleury                | Tours                | 1-3       | 22-25, 25-21, 18-25, 18-25        | 13e                 |
| 20 octobre 2012   | 3e                      | Salle Jean-Masson                               | Chaumont             | 1-3       | 23-25, 21-25, 25-22, 15-25        | 14e                 |
| 26 octobre 2012   | 4e                      | Elispace                                        | Beauvais             | 2-3       | 25-22, 25-20, 21-25, 24-26, 12-15 | 14e                 |
| 3 novembre 2012   | 5e                      | Palais omnisports de Champfleury                | Ajaccio              | 0-3       | 22-25, 21-25, 18-25               | 14e                 |
| 9 novembre 2012   | 6e                      | salle Léo Lagrange                              | Tourcoing            | 3-2       | 20-25, 25-21, 23-25, 25-20, 15-10 | 13e                 |
| 17 novembre 2012  | 7e                      | Palais omnisports de Champfleury                | Montpellier          | 2-3       | 25-20, 25-23, 17-25, 26-28, 12-15 | 13e                 |
| 25 novembre 2012  | 8e                      | Salle Colette-Besson                            | Rennes               | 1-3       | 25-23, 25-27, 11-25, 22-25        | 14e                 |
| 27 novembre 2012  | Coupe de France         | Gymnase Pierre de Coubertin                     | Saint-Nazaire        | 3-2       | 17-25, 19-25, 26-24, 25-23, 16-14 | Ø                   |
| 1er décembre 2012 | 9e                      | Palais omnisports de Champfleury                | Paris                | 1-3       | 20-25, 19-25, 25-21, 18-25        | 14e                 |
| 7 décembre 2012   | 10e                     | Palais du Travail                               | Narbonne             | 2-3       | 25-23, 21-25, 25-17, 16-25, 9-15  | 14e                 |
| 15 décembre 2012  | 11e                     | Palais omnisports de Champfleury                | Toulouse             | 3-1       | 25-23, 25-21, 29-31, 25-15        | 13e                 |
| 18 décembre 2012  | 12e                     | Gymnase Arthur Dugast                           | Nantes               | 1-3       | 25-21, 19-25, 15-25, 15-25        | 14e                 |
| 30 décembre 2012  | 13e                     | Palais omnisports de Champfleury                | Cannes               | 1-3       | 25-14, 18-25, 25-27, 14-25        | 14e                 |
| 5 janvier 2013    | 14e                     | Palais omnisports de Champfleury                | Sète                 | 2-3       | 27-25, 23-25, 25-19, 19-25,10-15  | 14e                 |
| 8 janvier 2013    | Coupe de France         | Palais omnisports de Champfleury                | Rennes               | 2-3       | 19-25, 20-25, 27-25, 25-20, 12-15 | X                   |
| 12 janvier 2013   | 15e                     | Salle Robert-Grenon                             | Tours                | 0-3       | 19-25, 18-25, 23-25               | 14e                 |
| 19 janvier 2013   | 16e                     | Palais omnisports de Champfleury                | Chaumont             | 3-2       | 25-22, 16-25, 17-25, 25-22, 17-15 | 14e                 |
| 26 janvier 2013   | 17e                     | Palais omnisports de Champfleury                | Beauvais             | 3-1       | 25-17, 25-21, 22-25, 25-21        | 12e                 |
| 2 février 2013    | 18e                     | Gymnase Etcheverry                              | Ajaccio              | 2-3       | 21-25, 29-27, 24-26, 25-21,13-15  | 12e                 |
| 9 février 2013    | 19e                     | Palais omnisports de Champfleury                | Tourcoing            | 3-0       | 25-23, 27-25, 25-17               | 12e                 |
| 16 février 2013   | 20e                     | Palais des sports Pierre-de-Coubertin           | Montpellier          | 1-3       | 25-22, 23-25, 12-25, 21-25        | 12e                 |
| 23 février 2013   | 21e                     | Palais omnisports de Champfleury                | Rennes               | 3-2       | 22-25, 25-21, 21-25, 25-22, 15-10 | 12e                 |
| 2 mars 2013       | 22e                     | Salle Pierre Charpy                             | Paris                | 2-3       | 25-23, 25-21, 23-25, 20-25, 13-15 | 12e                 |
| 9 mars 2013       | 23e                     | Palais omnisports de Champfleury                | Narbonne             | 1-3       | 23-25, 25-22, 19-25, 25-27        | 12e                 |
| 15 mars 2013      | 24e                     | Palais des sports André-Brouat                  | Toulouse             | 0-3       | 21-25, 19-25, 20-25               | 12e                 |
| 19 mars 2013      | 25e                     | Palais omnisports de Champfleury                | Nantes               | 0-3       | 23-25, 22-25, 25-27               | 13e                 |
| 23 mars 2013      | 26e                     | Palais des Victoires                            | Cannes               | 3-0       | 26-24, 25-22, 25-22               | 13e                 |

## Saison 2011-2012 (Ligue B)
Entraîneur :  José Amet ; entraîneur-adjoint :  Jean-Claude Amoureux

## Saison 2010-2011 (Ligue B)
Entraîneur :  José Amet

## Saison 2009-2010 (Ligue A)
Entraîneur :  José Amet

## Saison 2008-2009 (Pro B)
Entraîneur : José Amet  France

## Saison 2007-2008 (Pro B)
Entraîneur : José Amet  France

## Saison 2006-2007
Entraîneur : Cornel Soica  Roumanie puis José Amet  France
| Numéro | Nom                    | Taille | Nationalité |
| 2      | Sébastien TOURNIER     | 1,88   | France      |
| 3      | Stanislav ZIMAKIJEVIC  | 1,95   | Croatie     |
| 4      | Matti HIETANEN         | 1,99   | Finlande    |
| 5      | Yann LAVALLEZ          | 1,93   | France      |
| 6      | Clément MULLIE         | 1,97   | France      |
| 7      | Thomas BERNARD         | 2,00   | France      |
| 8      | Amaury BACQ            | 1,95   | France      |
| 9      | Tuomas TIHINEN         | 1,97   | Finlande    |
| 10     | Jaanus NOMMSALU        | 2,00   | Estonie     |
| 11     | Laurentiu-Fabian BIRAU | 2,00   | Roumanie    |
| 12     | Guillaume SCHROEDER    | 1,90   | France      |
| 13     | Thomas LAMOISE         | 2,00   | France      |
| 14     | Eddy CHANTEUR          | 1,87   | France      |
| 15     | Fabien VERGOZ          | 2,00   | France      |
| 17     | Delano THOMAS          | 2,02   | États-Unis  |
| ?      | Jussi AAMUVUORI        | 1,92   | Finlande    |

## Saison 2005-2006
Entraîneur : Cornel Soica  Roumanie
| Numéro | Nom                    | Taille | Nationalité      |
| 1      | Aurélien JEAN DE DIEU  | 1,92   | France           |
| 2      | Sébastien TOURNIER     | 1,88   | France           |
| 3      | Stanislav ZIMAKIJEVIC  | 1,95   | Croatie          |
| 4      | Philipp SCHNEIDER      | 2,00   | Autriche         |
| 5      | Gabriel GAVAN          | 1,91   | Roumanie         |
| 6      | Jean-Merlin NZIÉMI     | 1,98   | Cameroun         |
| 7      | Jérôme CORDA           | 1,96   | France           |
| 8      | Élysée Ossosso         | 1,86   | France/ Cameroun |
| 9      | Romain VADELEUX        | 1,95   | France           |
| 10     | Sofiane KADDOUR        | 1,80   | France           |
| 11     | Laurentiu-Fabian BIRAU | 2,00   | Roumanie         |
| 12     | Damien QUOIRIN         | 1,87   | France           |
| 13     | Eric BELLON            | 1,90   | France           |
| 14     | Eddy CHANTEUR          | 1,87   | France           |
| 15     | Clément MULLIE         | 1,97   | France           |
| 16     | Anthony VELAY          | 1,92   | France           |
| 17     | Cosme PRENAFETA (j.m.) | 1,87   | Espagne          |
| 18     | Jaanus NOMMSALU (j.m.) | 2,00   | Estonie          |

## Saison 2004-2005
Entraîneur : Cornel Soica  Roumanie
| Numéro | Nom                | Taille | Nationalité        |
| 1      | Julien VALLÉE      | 1,92   | France             |
| 2      | Sébastien Tournier | 1,88   | France             |
| 3      | Marek GOLSTAJN     | 2,03   | République tchèque |
| 4      | Angelo TENO        | 1,85   | France             |
| 5      | Paul FORTUNET      | 1,93   | France             |
| 6      | Jean-Merlin Nziemi | 1,98   | Cameroun           |
| 7      | Jérôme CORDA       | 1,96   | France             |
| 8      | Élysée Ossosso     | 1,86   | France/ Cameroun   |
| 9      | Emmanuel PETOT     | 1,95   | France             |
| 10     | Sofiane KADDOUR    | 1,80   | France             |
| 11     | David Romann       | 1,93   | France             |
| 12     | Damien QUOIRIN     | 1,87   | France             |
| 13     | Eric BELLON        | 1,90   | France             |
| 14     | Pavel Holcik       | 1,93   | République tchèque |

## Saison 2003-2004
Entraîneur : Frank Bonhomme  France
| Numéro | Nom                    | Taille | Nationalité        |
| 1      | Vincent GOUANTES       | 1,94   | France             |
| 2      | Olivier PERAY          | 1,90   | France             |
| 3      | Jean-Christophe GASTON | 2,00   | France             |
| 4      | Angelo TENO            | 1,85   | France             |
| 5      | Paul FORTUNET          | 1,93   | France             |
| 6      | Jean-Merlin NZIÉMI     | 1,98   | Cameroun           |
| 7      | Jérôme CORDA           | 1,96   | France             |
| 8      | Élysée OSSOSSO         | 1,86   | Cameroun           |
| 9      | Emmanuel PETOT         | 1,95   | France             |
| 10     | Sofiane KADDOUR        | 1,85   | France             |
| 11     | David ROMANN           | 1,94   | France             |
| 12     | Damien QUOIRIN         | 1,87   | France             |
| 13     | Eric BELLON            | 1,90   | France             |
| 14     | Pavel HOLCIK           | 1,93   | République tchèque |

## Saison 2002-2003
Entraîneur : Frank Bonhomme  France
| Numéro | Nom                    | Taille | Nationalité |
| 1      | José Amet              | 1,96   | France      |
| 2      | Sébastien Tournier     | 1,88   | France      |
| 3      | Jean-Christophe Gaston | 2,00   | France      |
| 4      | Alexandre Jioshvili    | 1,97   | Géorgie     |
| 5      | Paul FORTUNET          | 1,93   | France      |
| 6      | Romain DAJON           | 1,90   | France      |
| 7      | Jérôme CORDA           | 1,96   | France      |
| 8      | Élysée Ossosso         | 1,86   | Cameroun    |
| 10     | Taras TABACHUK         | 1,92   | Lettonie    |
| 11     | Bertrand Carletti      | 2,05   | France      |
| 13     | Eric BELLON            | 1,90   | France      |

## Saison 2001-2002 (Pro B)
Entraîneur : Frank Bonhomme ( France)
| Numéro | Nom                 | Taille | Nationalité |
| 1      | José Amet           | 1,96   | France      |
| 2      | Sébastien Tournier  | 1,88   | France      |
| 3      | Emmanuel DELEAU     | 1,93   | France      |
| 4      | Alexandre Jioshvili | 1,97   | Géorgie     |
| 5      | Paul FORTUNET       | 1,93   | France      |
| 6      | Thierry COURIOL     | x, xx  | France      |
| 7      | Jérôme CORDA        | 1,96   | France      |
| 8      | Nicolas AGNESE      | 1,80   | France      |
| 9      | Dimitri Zaikouski   | 1,97   | Biélorussie |
| 11     | Flavien COSTE       | x, xx  | France      |
| 12     | Cédric Énard        | 1,97   | France      |
| 13     | Eric BELLON         | 1,90   | France      |

## Saison 2000-2001
Entraîneur : Christophe Patry
| Numéro | Nom                    | Taille | Nationalité     |
| ?      | José Amet              | 1,96   | France          |
| ?      | Eric BELLON            | 1,90   | France          |
| ?      | Thierry COURIOL        | x, xx  | France          |
| ?      | Jean-Philippe Daguerre | 1,90   | France          |
| ?      | Cédric Énard           | 1,97   | France          |
| ?      | Paul FORTUNET          | 1,93   | France          |
| ?      | Élysée Ossosso         | 1,86   | Cameroun        |
| ?      | Stéphane Patte         | 1,94   | France          |
| ?      | Tahiana RAJAONARIVELO  | 1,93   | Madagascar      |
| ?      | Lies TIZI-OUALOU       | 1,88   | France/ Algérie |
| ?      | Sébastien Tournier     | 1,88   | France          |
| ?      | Andy Zurawsky          | 2,00   | Canada          |

## Saison 1999-2000 (Pro B)
Entraîneur : Philippe Lecouls ( France)
| Numéro | Nom                    | Taille | Nationalité     |
| 1      | Philippe LECOULS       | 1,84   | France          |
| 2      | Sébastien Tournier     | 1,88   | France          |
| 3      | Lies TIZI-OUALOU       | 1,88   | France/ Algérie |
| 4      | Bastien FULCHIRON      | 1,91   | France          |
| 5      | Paul FORTUNET          | 1,93   | France          |
| 7      | Stéphane Patte         | 1,94   | France          |
| 8      | Élysée Ossosso         | 1,86   | Cameroun        |
| 9      | Tahiana RAJAONARIVELO  | 1,93   | Madagascar      |
| 10     | Ogier Molinier         | 1,97   | France          |
| 11     | Jean-Philippe Daguerre | 1,90   | France          |
| 12     | Cédric Énard           | 1,97   | France          |
| 13     | Eric BELLON            | 1,90   | France          |

## Saison 1998-1999 (Pro B)
Entraîneur : Philippe Lecouls ( France)
| Numéro | Nom                    | Taille | Nationalité     |
| 13     | Eric BELLON            | 1,90   | France          |
| 11     | Jean-Philippe Daguerre | 1,90   | France          |
| 2      | Mathieu DAGUERRE       | 1,90   | France          |
| 4      | Patrick EUSTACHE-ROOLS | 1,92   | France          |
| 15     | Paul FORTUNET          | 1,93   | France          |
| 12     | Ludovic NICOLAS        | 1,88   | France          |
| ?      | Maxime MIR             | 1,87   | France          |
| 10     | Élysée Ossosso         | 1,86   | Cameroun        |
| 7      | Stéphane Patte         | 1,94   | France          |
| 9      | Jérôme SURJUS          | 1,87   | France          |
| 5      | Lies TIZI-OUALOU       | 1,88   | France/ Algérie |

## Saison 1997-1998
Entraîneur : Philippe Lecouls ( France)
| Numéro | Nom                    | Taille | Nationalité     |
| 10     | Gaël BALZE             | 1,88   | France          |
| 13     | Eric BELLON            | 1,90   | France          |
| 11     | Jean-Philippe Daguerre | 1,90   | France          |
| ?      | Patrick EUSTACHE-ROOLS | 1,92   | France          |
| 1      | Jose GANDARA           | x, xx  | Porto Rico      |
| ?      | Philippe LECOULS       | 1,84   | France          |
| 12     | Ludovic NICOLAS        | 1,88   | France          |
| 4      | Christophe NAVAUD      | 1,90   | France          |
| 7      | Stéphane Patte         | 1,94   | France          |
| ?      | Sofoklis THEODORIDIS   | 1,96   | Grèce           |
| 5      | Lies TIZI-OUALOU       | 1,88   | France/ Algérie |

## Saison 1996-1997
Entraîneur : Philippe Lecouls ( France)
| Numéro | Nom                    | Taille | Nationalité |
| 1      | Mariusz Sordyl         | 2,00   | Pologne     |
| 2      | José Amet              | 1,96   | France      |
| 8      | Cyril ARAGON           | 1,87   | France      |
| 10     | Gaël BALZE             | 1,88   | France      |
| 13     | Eric BELLON            | 1,90   | France      |
| 12     | Romain CLAUDEL         | 1,91   | France      |
| 11     | Jean-Philippe Daguerre | 1,90   | France      |
| ?      | Philippe LECOULS       | 1,84   | France      |
| 14     | Ludovic NICOLAS        | 1,88   | France      |
| 4      | Christophe Patry (cap) | 2, 00  | France      |
| 7      | Stéphane Patte         | 1,94   | France      |
| 3      | David Romann           | 1,94   | France      |
| 5      | Mariusz Szyszko        | 1,86   | Pologne     |

## Saison 1995-1996
Entraîneur : Jean-Marc Biasio ( France)
| Numéro | Nom                    | Taille | Nationalité |
| 2      | José Amet              | 1,96   | France      |
| 8      | Cyril ARAGON           | 1,87   | France      |
| 10     | Gaël BALZÉ             | 1,88   | France      |
| 12     | Romain CLAUDEL         | 1,91   | France      |
| 11     | Jean-Philippe Daguerre | 1,90   | France      |
| 6      | Yvan DOUENEL           | 1,93   | France      |
| 7      | Stéphane GUARNERI      | 1,93   | France      |
| 4      | Christophe Patry (cap) | 2, 00  | France      |
| 9      | Dominique PURPAN       | 1,78   | France      |
| 3      | David Romann           | 1,94   | France      |
| 1      | Mariusz Sordyl         | 2,00   | Pologne     |
| 5      | Mariusz Szyszko        | 1,86   | Pologne     |

## Saison 1994-1995
Entraîneur : Jean-Marc Biasio ( France)
| Numéro | Nom                 | Taille | Nationalité |
| ?      | Vladimir SAMSONOV   | 1,96   | Russie      |
| ?      | Valery MERKOUCHENKO | 1,98   | Ukraine     |
| ?      | Loïc DE KERGRET     | 1,93   | France      |
| ?      | Gaël BALZE          | 1,90   | France      |
| ?      | Jérôme SINET        | 1,92   | France      |
| ?      | José Amet           | 1,96   | France      |
| ?      | David Romann        | 1,97   | France      |
| ?      | Stéphane GUARNERI   | 1,93   | France      |

## Saison 1990-1991( 1ère saison en ProB)
Entraîneur : Philippe Lecouls ( France)
Coach: Pierre Claude Drappier ( France)
Président : Jean-Louis Benoit  ( France)
| Numéro | Nom              | Taille | Nationalité     | Poste                   |
| 9      | Milan Vodicka    |        | Tchécoslovaquie | Central                 |
| 7      | Franck Leriche   |        | France          | central                 |
| 10     | Gaël Balzé       |        | France          | Réceptionneur-attaquant |
| 3      | Yves Meunier     |        | France          | Réceptionneur-attaquant |
| 1      | Serge Molina     |        | France          | Complet                 |
| 8      | Yann Chubilleau  |        | France          | Réceptionneur-attaquant |
| 11     | Thierry Calmet   |        | France          | Complet                 |
| 5      | Rémy Le Thuc     |        | France          | Passeur                 |
| 6      | Vincent Balp     |        | France          | Central                 |
| 2      | Philippe Lecouls |        | France          | Complet                 |

## Saison 1989-1990( Champion de France N2/ Montée en ProB)
Entraîneur : Philippe Lecouls ( France)
| Numéro | Nom                    | Taille | Nationalité | Poste                   |
| 1      | Serge Molina           |        | France      | Réceptionneur-attaquant |
| 7      | Philippe Jumeau        |        | France      | Pointu                  |
| ?      | Bourez Alexandre       |        | France      | Réceptionneur-attaquant |
| 2      | Philippe Lecouls       |        | France      | Complet                 |
| 6      | Vincent Balp           |        | France      | Central                 |
| 11     | Thierry Calmet         |        | France      | Central/Complet         |
| 3      | Yves Meunier           |        | France      | Réceptionneur-attaquant |
| 5      | Rémy Le Thuc           |        | France      | Passeur                 |
| 4      | Pierre Claude Drappier |        | France      | Réceptionneur-attaquant |
| ?      | Doudou Pancaldi        |        | France      | Réceptionneur-attaquant |